# La via dell'impossibile
La via dell'impossibile (Topper) è un film del 1937 diretto da Norman Z. McLeod.

## Trama
Il direttore di banca Cosmo Topper vive di malavoglia la sua esistenza monotona con la moglie Clara, donna rigida e senza fantasia, e sogna un po' di avventura. La ripetitività quotidiana si interrompe quando il maggior azionista della banca, George Kerby, e la consorte Marion, due personaggi eccentrici e spassosi, muoiono in un incidente stradale e si ritrovano nella condizione di fantasmi. Nella vana attesa di sentire lo squillo di tromba che annunci il loro ingresso in Paradiso,  la coppia comprende che non potrà lasciare questo mondo senza aver prima compiuto una buona azione. Il caso offre loro un'occasione nella persona di Topper, cui avranno modo di insegnare a vivere con maggior leggerezza e a ritrovare la perduta armonia coniugale, il tutto in una girandola di situazioni rocambolesche. I due fantasmi, infatti, dispongono di una quantità limitata di ectoplasma, grazie al quale possono recuperare la propria consistenza corporea, e usano questo loro "potere" per apparire e scomparire a proprio piacimento, creando scompiglio a volontà.

## Produzione
Prodotto dalla società Hal Roach Studios, le riprese furono eseguite a Los Angeles.
Ha avuto due sequel: Viaggio nell'impossibile (Topper Takes a Trip) del 1938 e Una bionda in paradiso (Topper Returns) del 1941.

## Distribuzione

### Data di uscita
Il film venne distribuito in varie nazioni, fra cui:
- Stati Uniti d'America, Topper 16 luglio 1937
- Francia, Le couple invisible 20 ottobre 1937
- Giappone 16 dicembre 1937
- Austria, Das blonde Gespenst 1938
- Finlandia, Kaupungissa kummittelee 6 febbraio 1938
- Danimarca, Topper 14 febbraio 1938
- Italia, La via dell'impossibile 18 maggio 1938
- Germania, Topper - Das blonde Gespenst 24 giugno 1938

## Riconoscimenti
Il film ha ricevuto due candidature ai Premi Oscar 1938 per il miglior attore non protagonista (Roland Young) e il miglior sonoro.
Nel 2000 l'American Film Institute l'ha inserito al 60º posto della classifica delle cento migliori commedie americane di tutti i tempi.